# Boca d'incendis
Boca d'incendis o hidrant és una presa d'aigua brancada d'una canalització, situada a la via pública o a l'entrada d'un immoble, on els bombers poden connectar les mànegues per a l'extinció d'incendis.

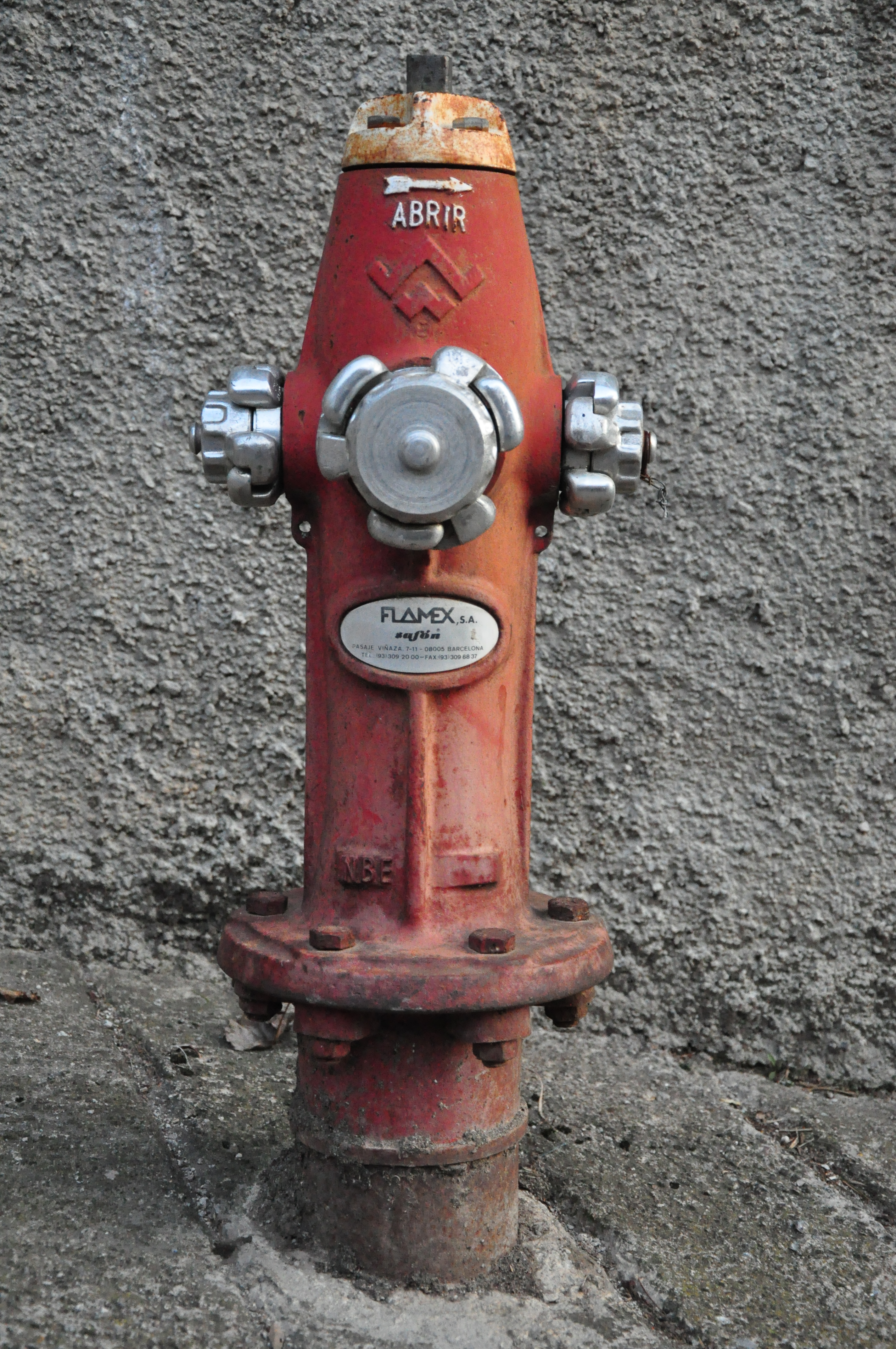
Hidrant de columna a Catalunya

## Tipus d'hidrant
Els hidrants poden ser públics o privats, segons estiguin connectats a una xarxa pública d'aigua o a una xarxa privada, com pot ser una indústria o un edifici singular.
L'hidrant pot ser de columna (parcialment visible), o d'arqueta o de pericó (soterrat):
- Els hidrants de columna poden ser de columna humida (quan estan ubicats en llocs on no és previsible una gelada severa, com és el cas de la costa catalana) o de columna seca. Hi ha 3 mides, segons el diàmetre de connexió: DN80, amb 1 sortida de 70 mm i 2 de 45 mm; DN100 i DN150 amb 1 sortida de 100 mm i 2 de 70 mm.[3][4]
- Els hidrants d'arqueta tenen una sortida de 100 mm o dues de 70 mm. Per a la seva utilització cal connectar-hi un adaptador: una bifurcació en forma de T per als hidrants de 100 mm; i una 'muleta', que pot tenir un colze giratori, per als hidrants de 70 mm.[5][6] La tapa de l'arqueta és rodona de color vermell.[3][4]

A Catalunya majorment són del columna, tret de Barcelona que majorment són d'arqueta.
Cada tipus d'hidrant precisa d'una clau hidrant específica per al seu accionament.

## Xarxa d'abastament
La xarxa d'abastament dels hidrants ha de poder alimentar 2 hidrants durant 2 hores, amb un cabal per cadascun d'ells de 1.000 l/min i una pressió mínima de 102 kPa (1,02 bar).

## Senyalització
Quan els hidrants no siguin fàcilment visibles cal senyalitzar-los d'acord amb la norma UNE 23033-81. El senyal és un rectangle blanc emmarcat de color vermell i els signes interiors negres. S'hi indica el diàmetre de l'hidrant (H 80, H 100 ó H 150) i les coordenades de situació de l'hidrant respecte al senyal.

## Normativa
A Espanya els hidrants públics estan regulats pel Codi Tècnic de l'Edificació CTE - DB SI, o per la Norma Bàsica d'Edificació NBE-CPI-92 per als edificis construïts abans de 2006. Els hidrants privats han de complir el Reglament de seguretat contra incendis en els establiments industrials (RSCIEI). A Catalunya han de complir també la Instrucció Tècnica Complementària SP120 Sistemes d'hidrants d'incendi per a ús exclusiu de bombers.
Els hidrants han de portar el marcatge CE: els de columna de conformitat amb la norma UNE-EN 14384 i els soterrats amb la norma UNE-EN 14339.

## Color
Generalment el hidrants de columna i les tapes dels hidrants de pericó són de color vermell. Però hi ha algunes excepcions:

### Estats Units d'Amèrica
La National Fire Protection Association (NFPA) indica el color que ha de tenir la part superior d'un hidrant de columna, en funció del cabal que pot subministrar, en galons per minut (1 galó equival a 3,7854 litres): vermell - menys de 500 gpm; taronja - de 500 a 999 gpm; verd - de 1.000 a 1.500 gpm; blau - més de 1.500 gpm.

### França
La norma NFX 08-008 francesa estableix el color que han de tenir els hidrants de columna, en funció de la pressió d'aigua subministrada: vermell - més d'1 bar; blau - menys d'1 bar (cal aspirar); groc - hidrant amb sobrepressió (alimentat per un grup de pressió).

### Barcelona
A Barcelona hi ha instal·lats uns hidrants de columna alimentats per aigua freàtica, per a l'ús dels serveis de Neteja i Parcs i Jardins, pintats de color verd per a distingir-los dels hidrants d'incendis.

## Galeria d'hidrants

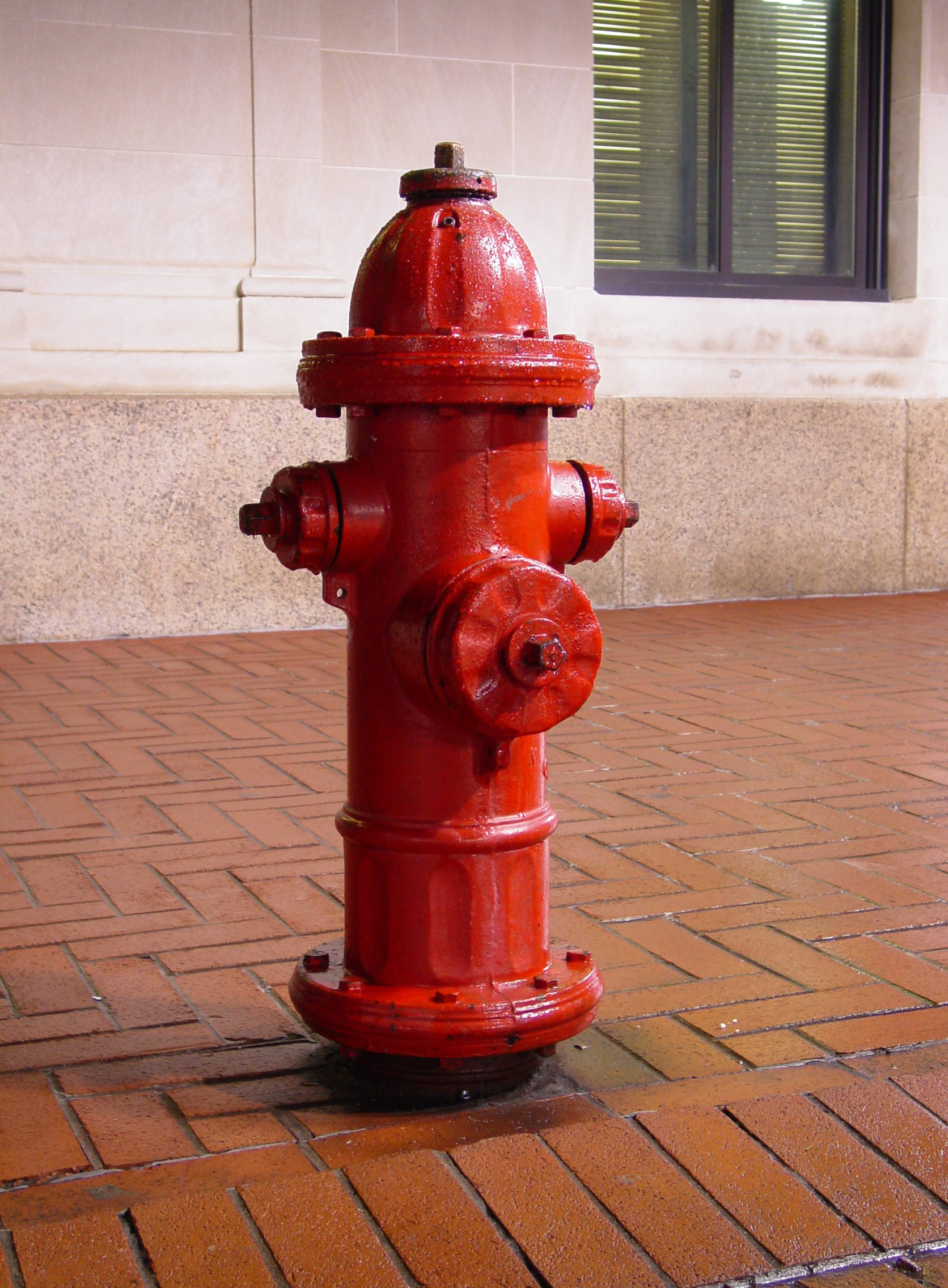
Hidrant de columna als EUA
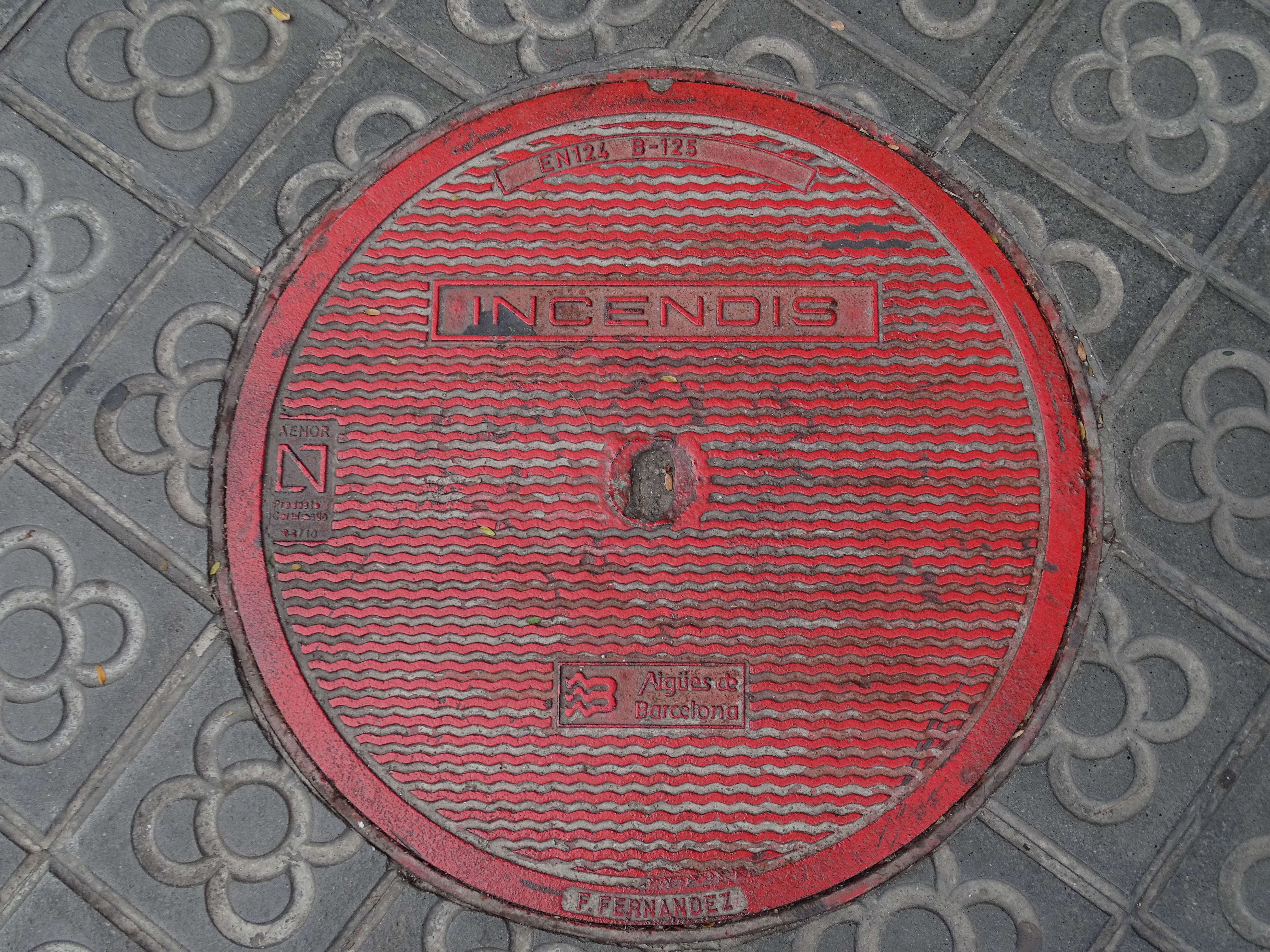
Hidrant d'arqueta a Barcelona
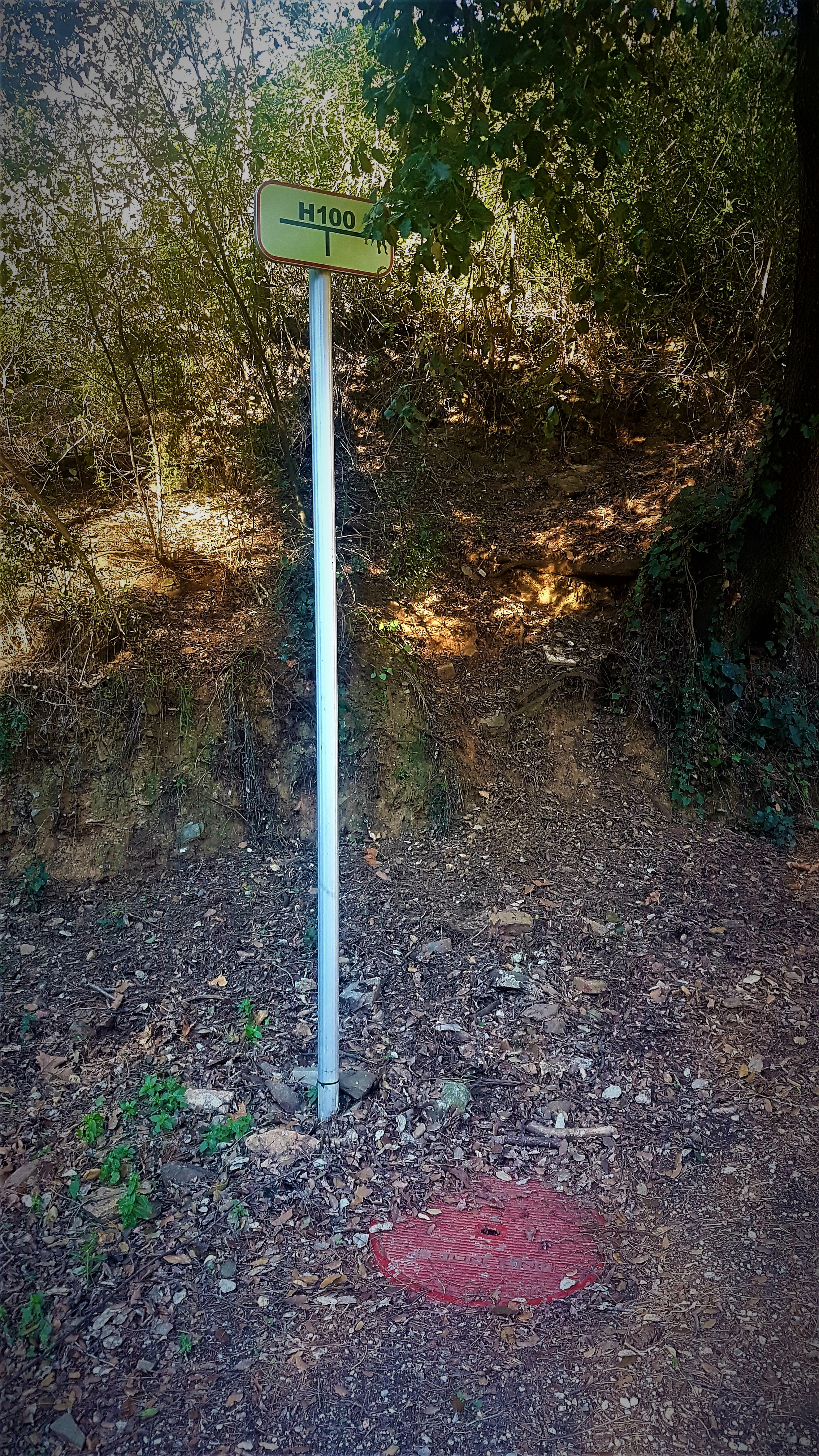
Senyalització d'hidrant d'arqueta a Barcelona
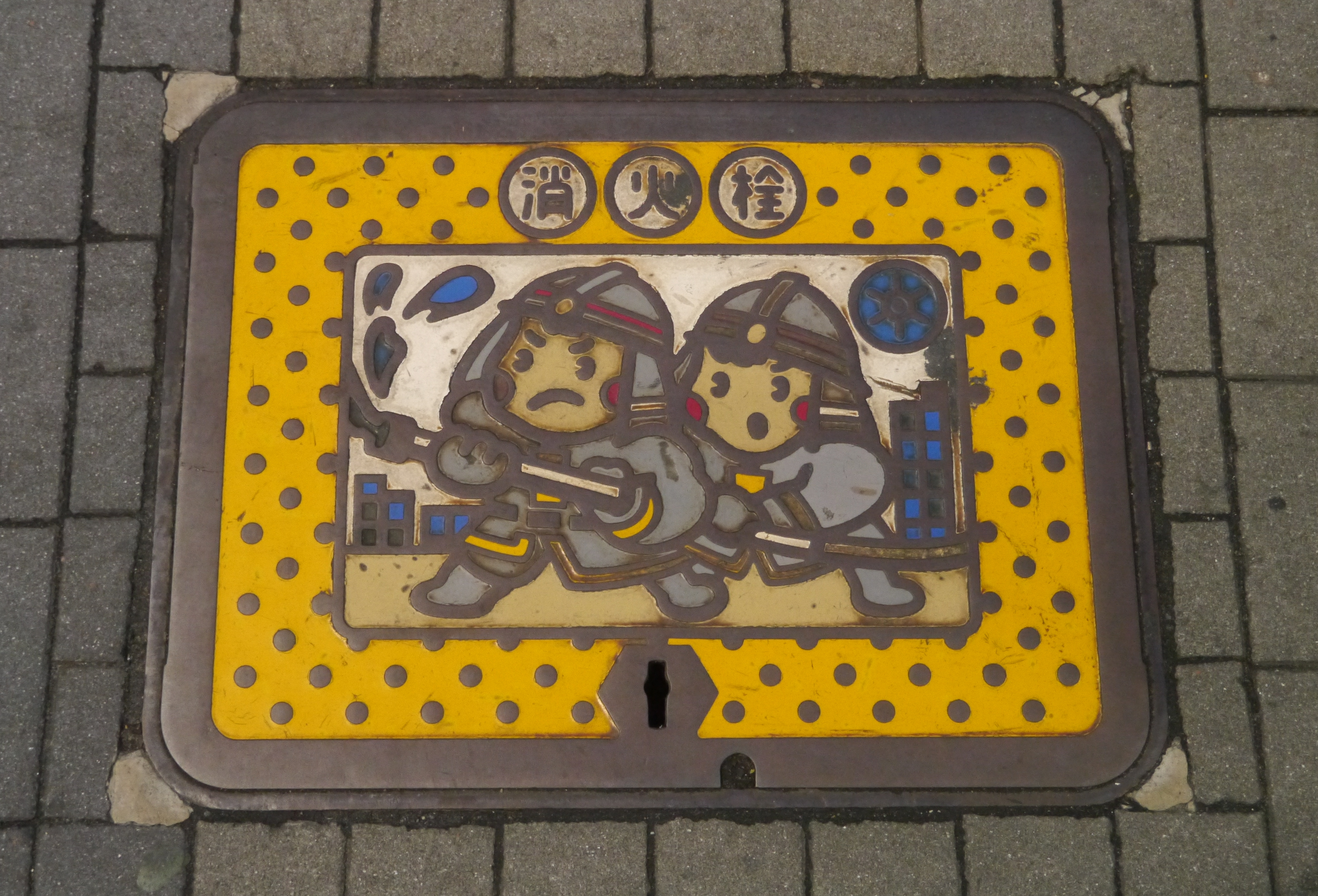
Hidrant d'arqueta a Tòquio
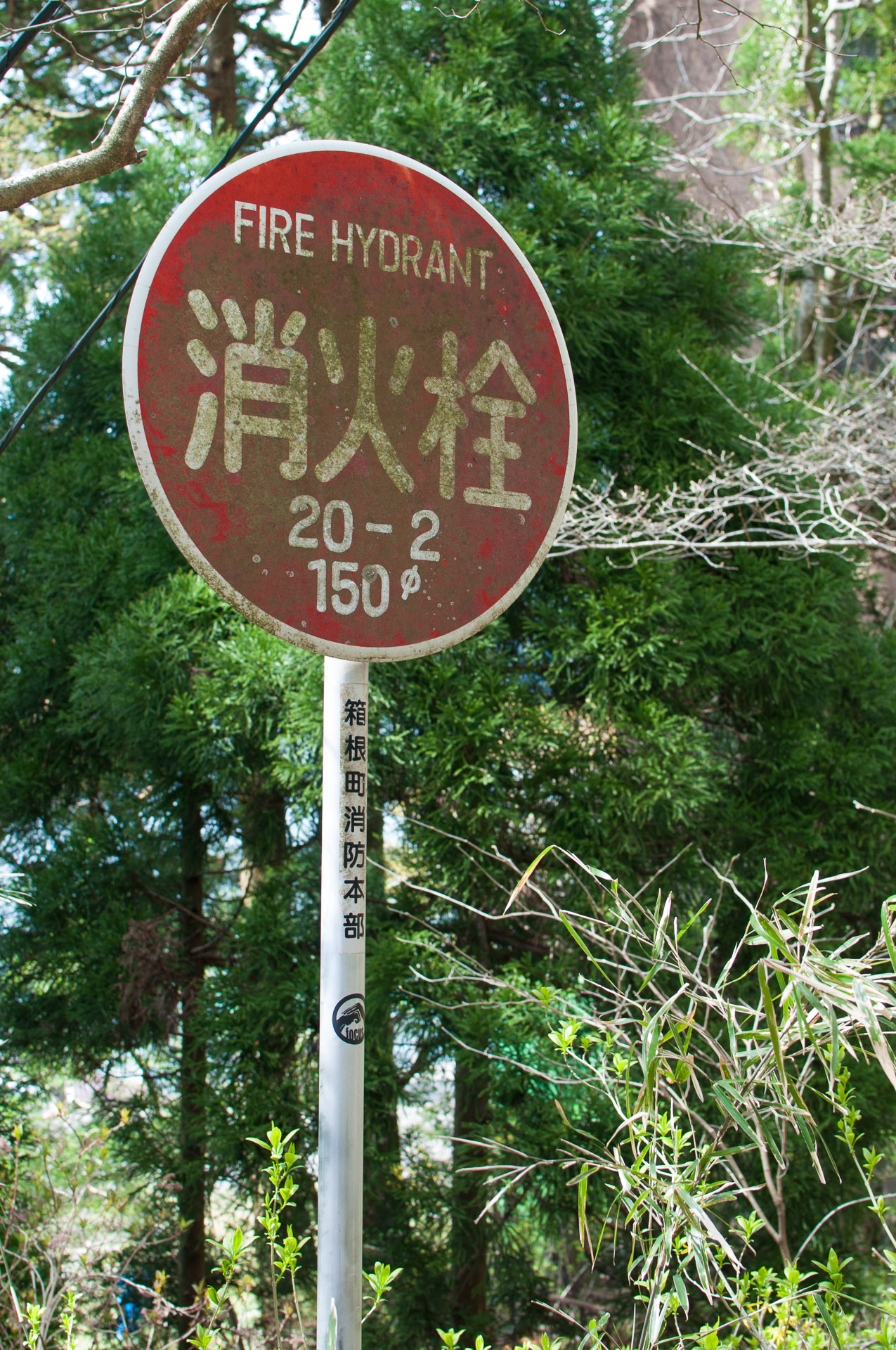
Senyalització d'hidrant a Hakone, Japó
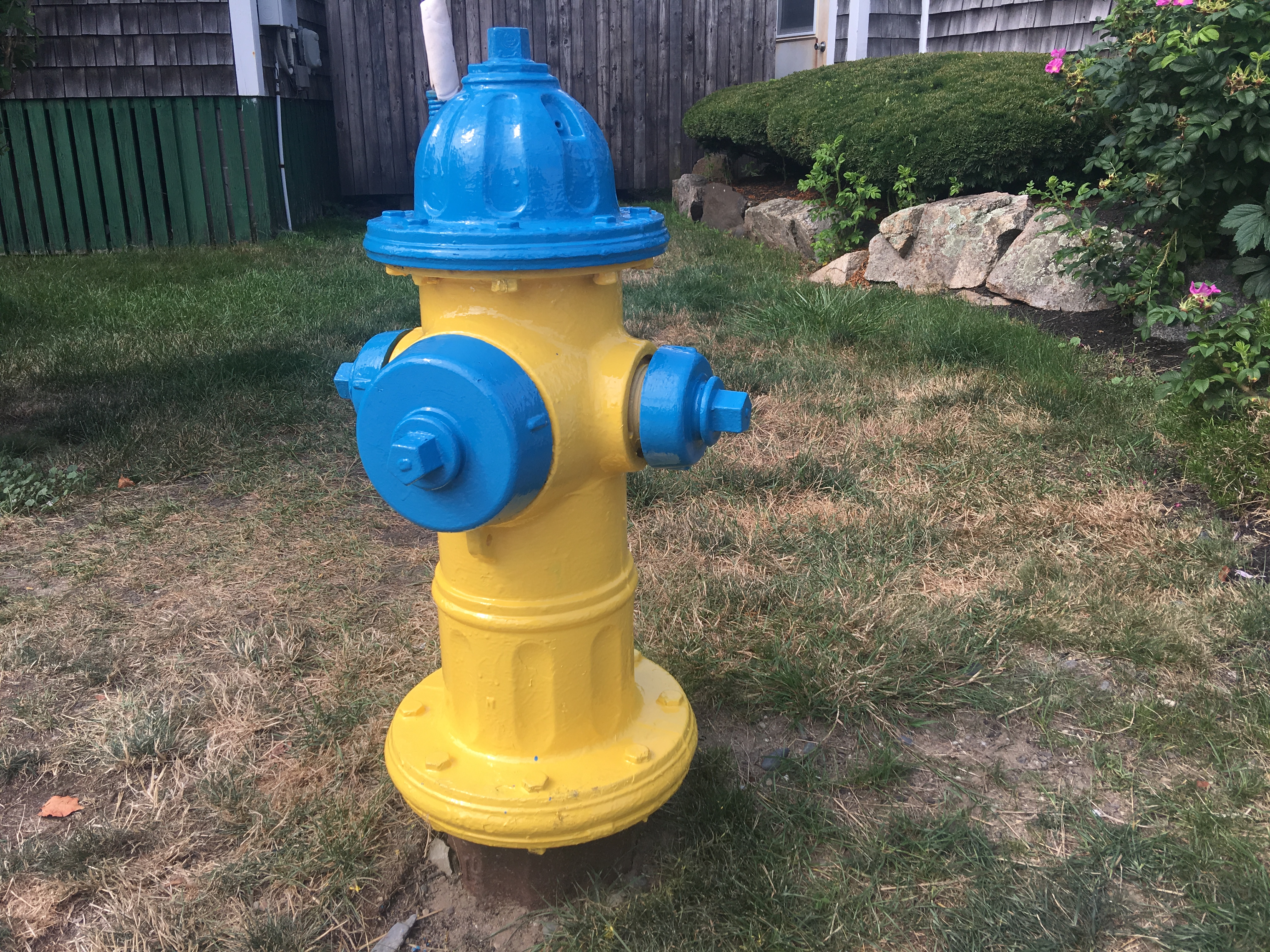
Hidrant de més de 1.500 gpm a Maine, EUA
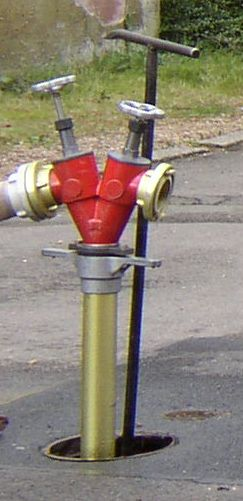
Adaptador per hidrant d'arqueta a Alemanya
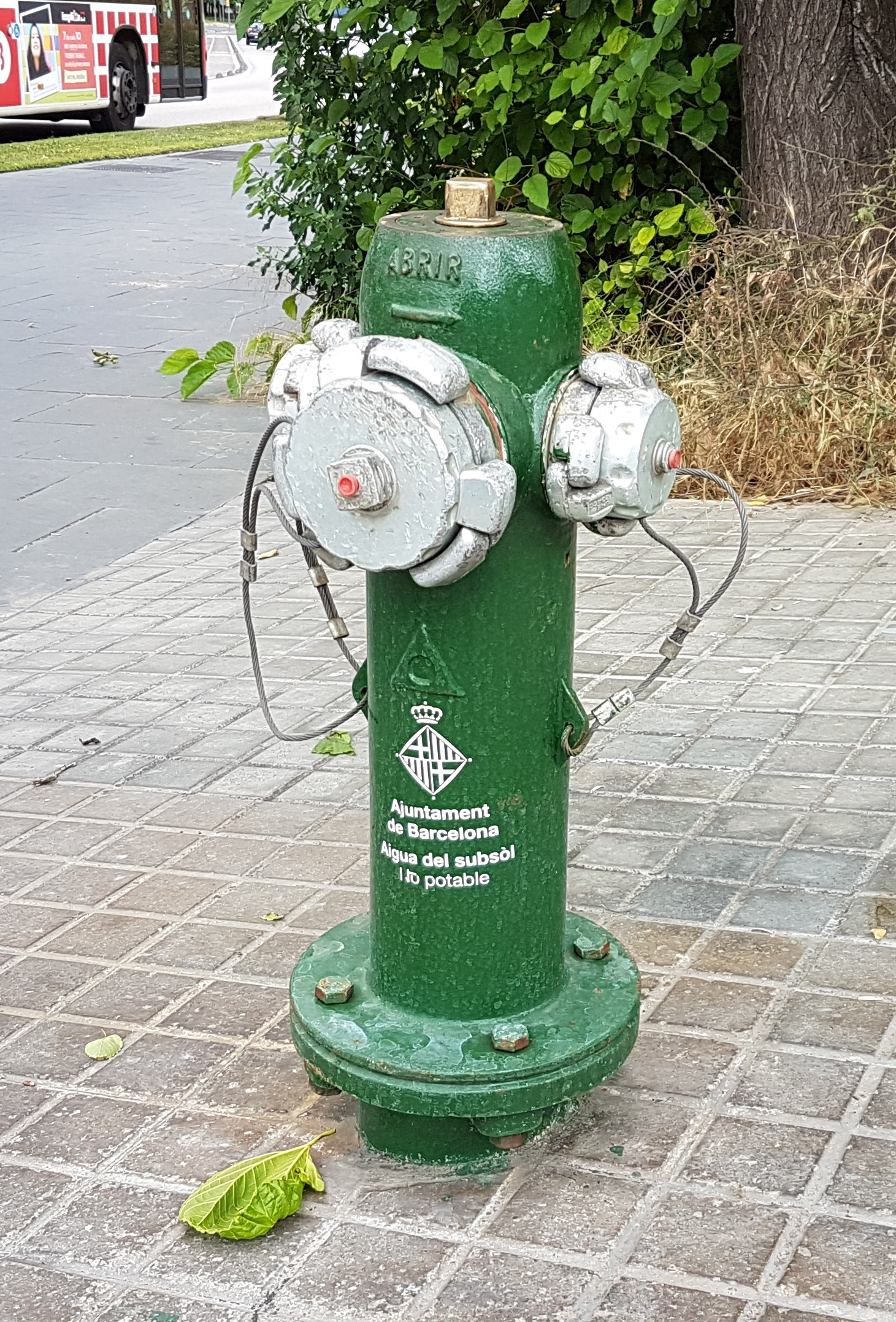
Hidrant d'aigua freàtica a Barcelona